# Let It Die (canção)
"Let It Die" é o quarto single da banda americana Foo Fighters de seu sexto álbum de estúdio Echoes, Silence, Patience & Grace. O vídeo para a canção foi filmado em 18 de maio em Los Angeles, dirigido por Martin Fougerol (U2, The White Stripes, Wolfmother). A canção alcançou a #1 posição no Hot Modern Rock Tracks, nos Estados Unidos.

## Lista de faixas
1. "Let It Die" - 4:05
2. "Keep the Car Running" (Richard Patrick, Tim Kingsbury, Regine Chassagne, William Butler, Win Butler & Jeremy Gara) (inicialmente realizada por The Arcade Fire) - 3:27
3. "If Ever" - 4:16
4. "Come Alive (versão demo)" - 5:32

## Gráfico de posições
| Parada musical (2008)                    | Melhor posição |
| ---------------------------------------- | -------------- |
| Billboard Hot Modern Rock Tracks         | 1              |
| Canadian Rock Chart                      | 1              |
| Fuse Countdown: Rock                     | 5              |
| Billboard Hot Mainstream Rock Tracks     | 5              |
| Billboard Bubbling Under Hot 100 Singles | 6              |
| iTunes Alternative Top 100               | 40             |
| Billboard Canadian Hot 100               | 58             |